# Fayette (Maine)
Fayette és una població dels Estats Units a l'estat de Maine (EUA). Segons el cens del 2000 tenia 1.040 habitants.

## Demografia
Segons el cens del 2000, Fayette tenia 1.040 habitants, 417 habitatges, i 296 famílies. La densitat de població era de 13,8 habitants/km².
Dels 417 habitatges en un 32,9% hi vivien nens de menys de 18 anys, en un 61,9% hi vivien parelles casades, en un 6,2% dones solteres, i en un 28,8% no eren unitats familiars. En el 21,1% dels habitatges hi vivien persones soles el 6,2% de les quals corresponia a persones de 65 anys o més que vivien soles. El nombre mitjà de persones vivint en cada habitatge era de 2,49 i el nombre mitjà de persones que vivien en cada família era de 2,92.
Per edats la població es repartia de la següent manera: un 24,4% tenia menys de 18 anys, un 4,9% entre 18 i 24, un 29,8% entre 25 i 44, un 29,8% de 45 a 60 i un 11,1% 65 anys o més.
L'edat mediana era de 40 anys. Per cada 100 dones de 18 o més anys hi havia 99 homes.
La renda mediana per habitatge era de 40.000 $ i la renda mediana per família de 46.500 $. Els homes tenien una renda mediana de 37.321 $ mentre que les dones 23.750 $. La renda per capita de la població era de 17.903 $. Entorn del 5,4% de les famílies i el 9,4% de la població estaven per davall del llindar de pobresa.